# Jason Jung
Jason Jung (* 15. Juni 1989 in Torrance, Kalifornien) ist ein US-amerikanisch-taiwanischer Tennisspieler.

## Karriere
Von 2003 bis 2015 vertrat Jason Jung die Vereinigten Staaten bei internationalen Tennisturnieren, bevor er ab 2015 die Nationalität hin zu Taiwan wechselte.
Jason Jung spielt hauptsächlich auf der ATP Challenger Tour und der ITF Future Tour. Er feierte bislang drei Einzel- und sechs Doppelsiege auf der Future Tour. Auf der Challenger Tour gewann er bis jetzt an der Seite von Dennis Novikov das Doppelturnier von Maui im Jahr 2016.
Zum 27. April 2015 durchbrach er erstmals die Top 200 der Weltrangliste im Einzel und seine höchste Platzierung war ein 194. Rang im April 2015.

## Erfolge
| Legende (Anzahl der Siege)  |
| Grand Slam                  |
| ATP World Tour Finals       |
| ATP World Tour Masters 1000 |
| ATP World Tour 500          |
| ATP World Tour 250          |
| ATP Challenger Tour (6)     |

### Einzel

#### Turniersiege
| Nr. | Datum              | Turnier       | Belag         | Finalgegner           | Ergebnis       |
| --- | ------------------ | ------------- | ------------- | --------------------- | -------------- |
| 1.  | 7. August 2016     | Chengdu       | Hartplatz     | Rubén Ramírez Hidalgo | 6:4, 6:2       |
| 2.  | 10. September 2017 | Zhangjiagang  | Hartplatz     | Zhang Ze              | 6:4, 2:6, 6:4  |
| 3.  | 11. Februar 2018   | San Francisco | Hartplatz (i) | Dominik Koepfer       | 6:4, 2:6, 7:65 |
| 4.  | 19. Mai 2019       | Gwangju       | Hartplatz     | Dudi Sela             | 6:4, 6:2       |

### Doppel

#### Turniersiege
| Nr. | Datum           | Turnier | Belag     | Partner        | Finalgegner                | Ergebnis         |
| --- | --------------- | ------- | --------- | -------------- | -------------------------- | ---------------- |
| 1.  | 30. Januar 2016 | Maui    | Hartplatz | Dennis Novikov | Alex Bolt Frank Moser      | 6:3, 4:6, [10:8] |
| 2.  | 21. Mai 2016    | Bangkok | Hartplatz | Chen Ti        | Dean O’Brien Ruan Roelofse | 6:4, 3:6, [10:8] |